# Шао Хао
Шао Хао (спрощ.: 少昊; кит. трад.: 少昊; піньїнь: Shǎo hào) — Син легендарного пращура китайців Хуан-ді, та легендарний спадкоємець влади в Китаї.

## Загальні відомості
Народився на території сучасного м.п. Цюйфу в провінції Шаньдун. Там знаходиться і його гробниця.
Від його імені походить слово, що в китайській мові позначує домашнього сокола. 
Спочатку був відповідальним за сільський промисел та систему контролю водних ресурсів. Після смерті батька став імператором. 

## Див. Також
- Жовтий імператор
- Список правителів Китаю